# Vyškovce
Vyškovce est un village de Slovaquie situé dans la région de Prešov.

## Histoire
Première mention écrite du village en 1414.

## Démographie

### Évolution de la population
| Année:               | 1994. | 2004.   | 2014.   | 2024.    |
| -------------------- | ----- | ------- | ------- | -------- |
| Nombre de personnes: | 144   | 145     | 138     | 119      |
| Différence:          |       | +0,69 % | -4,82 % | -13,76 % |

| Année:               | 2023. | 2024.   |
| -------------------- | ----- | ------- |
| Nombre de personnes: | 120   | 119     |
| Différence:          |       | -0,83 % |